# 歐冠英
歐冠英（英語：Sharon Au），香港資深女編劇，畢業於香港樹仁學院（現已升格為大學）新聞系。於1981年入職香港無綫電視編劇訓練班，同期有韋家輝、賈偉南等。
2015年前，曾為香港無線電視製作部節目發展分部助理總監，署名作品包括：《刑事偵緝檔案》系列、《創世紀》、《流金歲月》、《潛行狙擊》、《衝上雲霄》（I，II)。開發作品包括：《學警雄心》系列、《鳯凰四重奏》、《絕代商驕》、《怒火街頭》、《使徒行者》等。
於2015年離開服務34年的無線電視。同年入職香港寰亞擔任創作總監兼副總裁，兩年後自由創業，至今仍兼任香港寰亞創作顧問。2023年任香港浸會大學MFA碩士班兼職講師，開創《影視項目開發》課程。

## 編審／編劇列表

### 電視劇（無綫電視）
- 1982年：《郎歸晚》
- 1982年：《愛情安歌 Encore》
- 1983年：《四海一家》
- 1983年：《天降財神》
- 1983年：《警花出更》
- 1985年：《錯體姻緣》
- 1985年：《大香港》
- 1985年：《種計》
- 1985年：《大廈》
- 1986年：《狄青》
- 1986年：《神勇CID》
- 1986年：《赤腳紳士》
- 1986年：《英雄故事》
- 1987年：《男兒本色》
- 1987年：《鐳射青春》
- 1988年：《旭日背後》
- 1988年：《豪情》
- 1988年：《狙擊神探》
- 1989年：《連城訣》
- 1989年：《淘氣雙子星》
- 1989年：《大城小警》
- 1990年：《我本善良》
- 1990年：《失職丈夫》
- 1991年：《我愛玫瑰園》
- 1991年：《今生無悔》
- 1992年：《龍影俠》
- 1993年：《都市的童話》
- 1993年：《千歲情人》
- 1994年：《黃浦傾情》
- 1994年：《婚姻物語》
- 1995年：《刑事偵緝檔案》
- 1995年：《天降奇緣》
- 1995年：《刑事偵緝檔案II》
- 1996年：《新上海灘》
- 1997年：《刑事偵緝檔案III》
- 1997年：《美味天王》
- 1999年：《刑事偵緝檔案IV》
- 1999年：《創世紀》
- 2001年：《美味情緣》
- 2002年：《流金歲月》
- 2002年：《彩色世界》
- 2003年：《律政新人王》
- 2003年：《衝上雲霄》
- 2004年：《天涯俠醫》
- 2007年：《歲月風雲》
- 2008年：《太極》
- 2009年：《富貴門》
- 2010年：《摘星之旅》
- 2011年：《魚躍在花見》
- 2011年：《潛行狙擊》
- 2012年：《名媛望族》
- 2013年：《衝上雲霄II》（與盧美雲合同）
- 2015年：《華麗轉身》

### 電視劇（其他）
- 2016年：《無間道 (網絡劇)》總編劇
- 2021年：《壮志高飞》
- 2025年：《芻狗之血》

### 電影
- 2011年：《Laughing Gor之潛罪犯》

## 監製列表

### 電視劇（無線電視）
- 2013年：《衝上雲霄II》（與陳維冠合作）

### 電視劇（其他）
- 2025年：《芻狗之血》

## 殊榮

### 萬千星輝頒獎典禮
| 年度 | 頒獎典禮             | 獎項     | 劇集           | 結果 |
| ---- | -------------------- | -------- | -------------- | ---- |
| 2013 | 萬千星輝頒獎典禮2013 | 最佳劇集 | 《衝上雲霄II》 | 獲獎 |

## 外部連結
- 歐冠英的微博 新浪微博 （页面存档备份，存于）